# Cheumatopsyche petersi
Cheumatopsyche petersi är en nattsländeart som beskrevs av Ross, Morse och Gordon 1971. Cheumatopsyche petersi ingår i släktet Cheumatopsyche och familjen ryssjenattsländor. Inga underarter finns listade i Catalogue of Life.